# Сбарретти, Энеа
Энеа Сбарретти (итал. Enea Sbarretti; 27 января 1808, Сполето, Папская область — 1 мая 1884, Рим, королевство Италия) — итальянский куриальный кардинал, доктор обоих прав. Дядя кардинала Донато Раффаэле Сбарретти Тацца. Секретарь Священной Конгрегации по делам епископов и монашествующих со 2 октября 1875 по 12 марта 1877. Префект экономии Священной Конгрегации Пропаганды Веры с 13 августа 1878 по 1 мая 1884. Кардинал-дьякон с 12 марта 1877, с титулярной диаконией Санта-Мария-ад-Мартирес с 20 марта 1877.